# Miranda (keresztnév)
A Miranda latin eredetű női név, jelentése: csodálatraméltó.

## Rokon nevek
- Mirandella:[1] a Miranda olasz becéző továbbképzése.[2]
- Mirandola:[1] a Miranda olasz becéző továbbképzése.[2]
- Mirandolína:[1] a Miranda olasz becéző továbbképzése.[2]
- Mirea:[1] a Miranda újabb alakváltozata.

## Gyakorisága
Az 1990-es években a Miranda, Mirandella, Mirandola és a Mirandolína egyaránt szórványos név, a 2000-es években nem szerepelnek a 100 leggyakoribb női név között.

## Névnapok
Miranda
- május 10.[2]

Mirandella, Mirandola, Mirandolína
- május 11.

## Híres Mirandák, Mirandolák, Mirandellák, Mirandolínák és Mireák
- Miranda Richardson angol színésznő
- Miranda Cosgrove   amerikai színésznő, énekesnő
- Miranda Otto amerikai színésznő